# Bussières-et-Pruns
Pour les articles homonymes, voir Bussières.
Bussières-et-Pruns est une commune française, située dans le département du Puy-de-Dôme en région Auvergne-Rhône-Alpes.
La commune, située dans la plaine de la Limagne, fait partie de l'aire d'attraction de Clermont-Ferrand. Ses habitants, au nombre de 504 au recensement de 2022, sont appelés les Bussiérois et Prunois et les Bussiéroises et Prunoises.

## Géographie

### Localisation
La commune est située au nord du département du Puy-de-Dôme, à 2,9 km au sud-est d'Aigueperse, à 16 km au nord-est du chef-lieu d'arrondissement Riom et à 27,8 km au nord-nord-est du chef-lieu de département Clermont-Ferrand à vol d'oiseau.
La commune est constituée de deux villages principaux : Bussières, chef-lieu où se trouvent la mairie et l'église, et Pruns, au nord-est.
Six communes sont limitrophes :
| Aigueperse | Montpensier        | Effiat                  |
|            | Bussières-et-Pruns | Saint-Clément-de-Régnat |
| Aubiat     |                    | Thuret                  |

### Hydrographie
Pruns est arrosé par le Buron, affluent de l'Allier, tandis que Bussières est bordé au sud par le ruisseau du même nom.

### Voies de communication et transports
Bussières-et-Pruns est traversée par la route départementale 12, reliant Aigueperse (route départementale 2019, ancienne route nationale 9, et croisant son contournement appelé D 2009), située à 3,5 km au nord-ouest, et Thuret (D 210), à 5 km au sud-est. Elle croise la D 443, reliant le chef-lieu de la commune à Pruns (1,5 km), Effiat (5 km) et Vichy (24 km) au nord, Chazelles et Aubiat (6 km) au sud, puis la D 444 en direction de Saint-Clément-de-Régnat à l'est.
La gare ferroviaire la plus proche est située à Aigueperse.

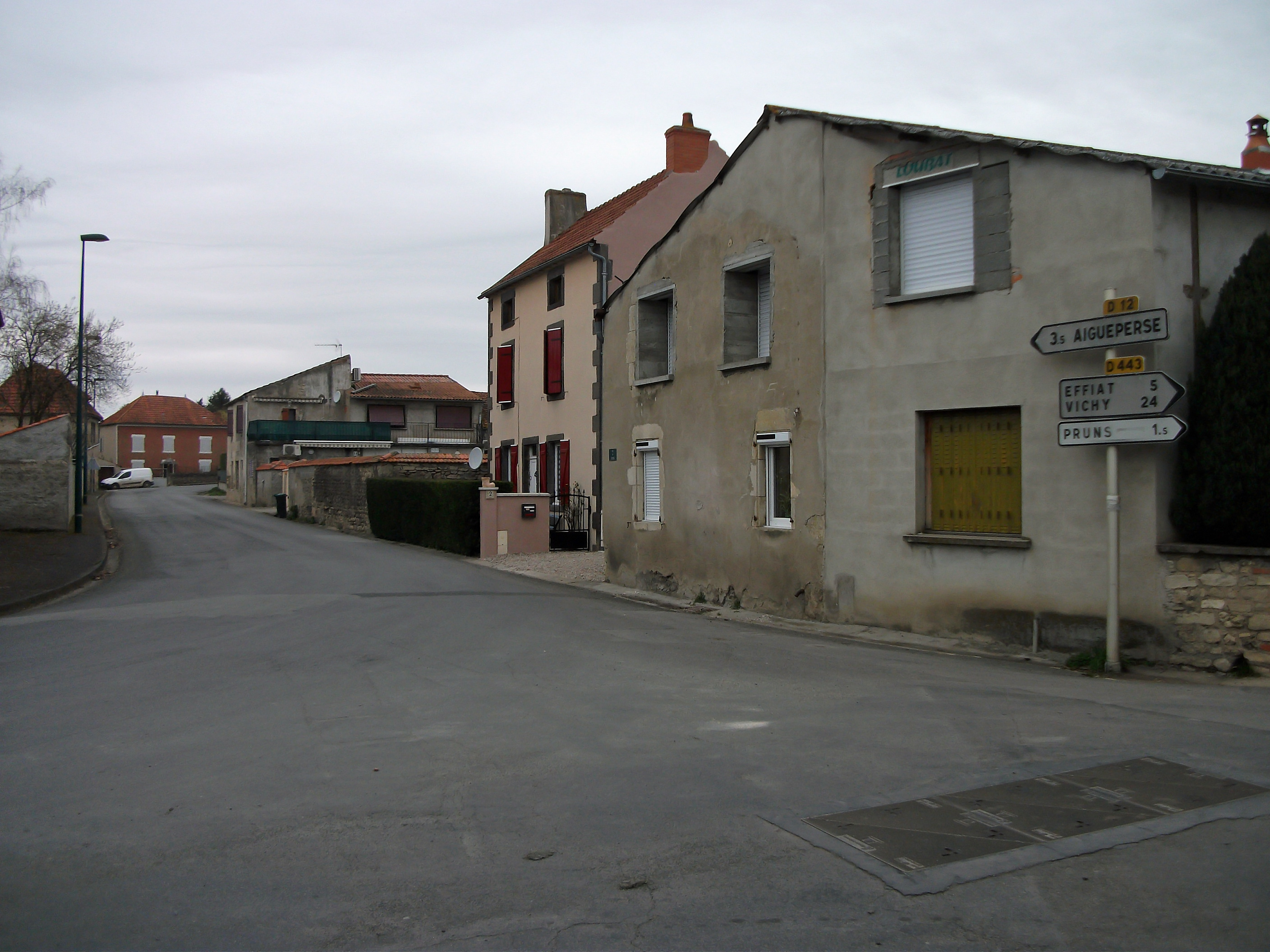
D 12 vers Aigueperse.
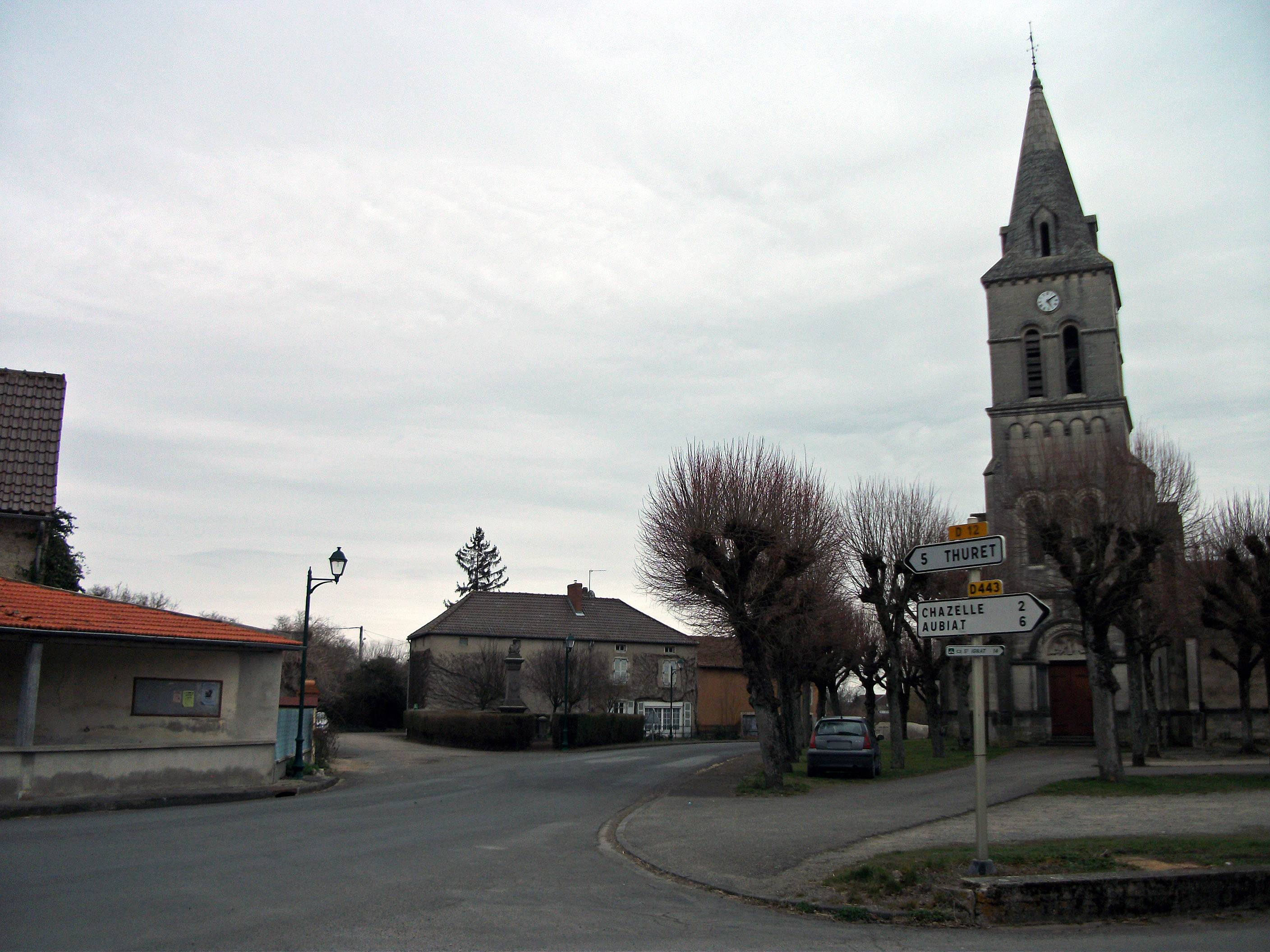
D 12 vers Thuret.
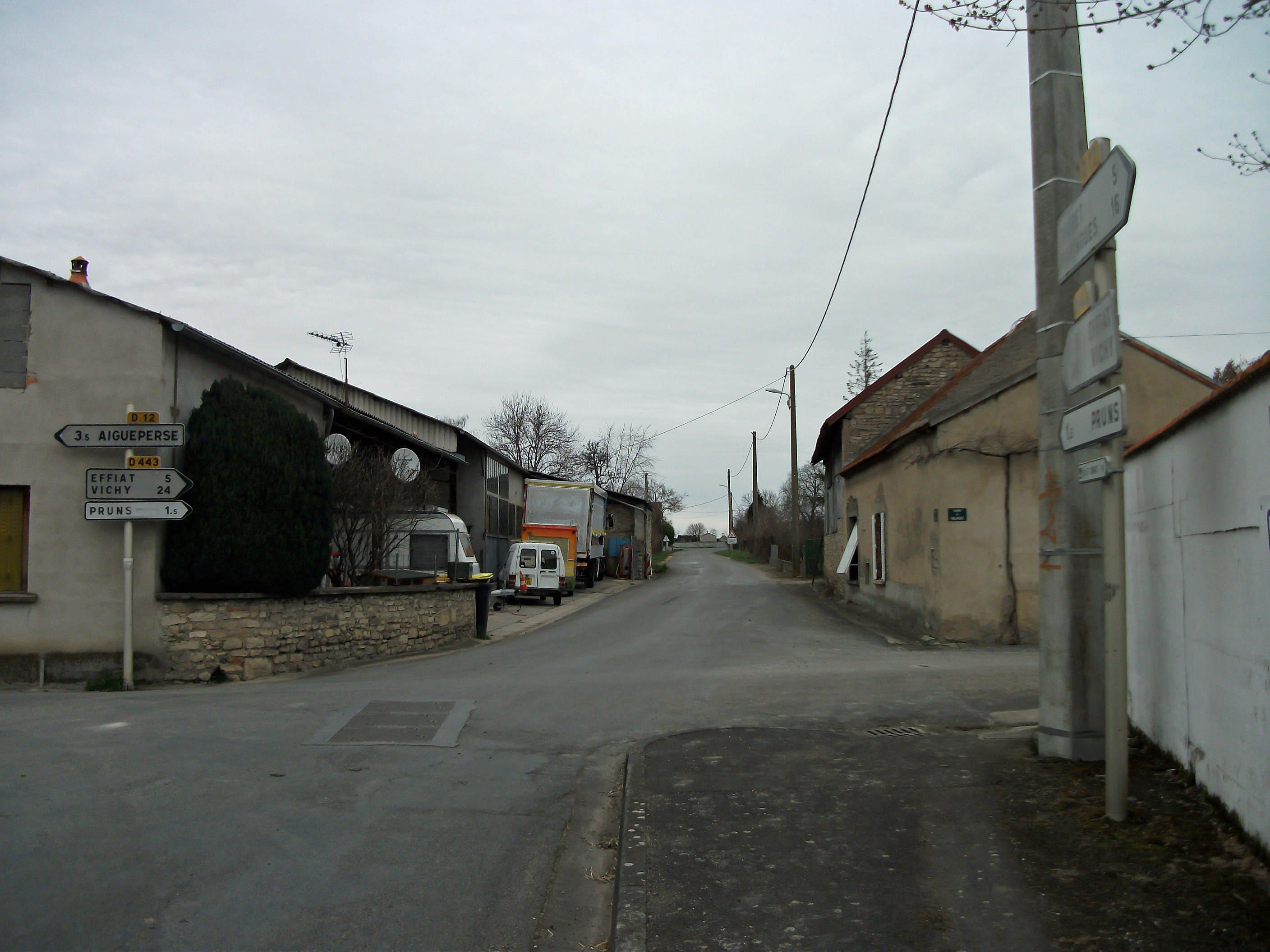
D 443 vers Effiat.

### Climat
Pour des articles plus généraux, voir Climat d'Auvergne-Rhône-Alpes et Climat du Puy-de-Dôme.
En 2010, le climat de la commune est de type climat océanique dégradé des plaines du Centre et du Nord, selon une étude du Centre national de la recherche scientifique s'appuyant sur une série de données couvrant la période 1971-2000. En 2020, Météo-France publie une typologie des climats de la France métropolitaine dans laquelle la commune est exposée à un climat de montagne ou de marges de montagne et est dans la région climatique  Nord-est du Massif Central, caractérisée par une pluviométrie annuelle de 800 à 1 200 mm, bien répartie dans l’année. 
Pour la période 1971-2000, la température annuelle moyenne est de 10,9 °C, avec une amplitude thermique annuelle de 16,3 °C. Le cumul annuel moyen de précipitations est de 636 mm, avec 7,4 jours de précipitations en janvier et 7 jours en juillet. Pour la période 1991-2020, la température moyenne annuelle observée sur la station météorologique de Météo-France la plus proche, « Charmes_sapc », sur la commune de Charmes à 8 km à vol d'oiseau, est de 11,9 °C et le cumul annuel moyen de précipitations est de 675,4 mm,. Pour l'avenir, les paramètres climatiques de la commune estimés pour 2050 selon différents scénarios d'émission de gaz à effet de serre sont consultables sur un site dédié publié par Météo-France en novembre 2022.

## Urbanisme

### Typologie
Au 1er janvier 2024, Bussières-et-Pruns est catégorisée commune rurale à habitat dispersé, selon la nouvelle grille communale de densité à sept niveaux définie par l'Insee en 2022.
Elle est située hors unité urbaine. Par ailleurs la commune fait partie de l'aire d'attraction de Clermont-Ferrand, dont elle est une commune de la couronne,. Cette aire, qui regroupe 209 communes, est catégorisée dans les aires de 200 000 à moins de 700 000 habitants,.

### Occupation des sols
L'occupation des sols de la commune, telle qu'elle ressort de la base de données européenne d’occupation biophysique des sols Corine Land Cover (CLC), est marquée par l'importance des territoires agricoles (93,6 % en 2018), une proportion sensiblement équivalente à celle de 1990 (93,7 %). La répartition détaillée en 2018 est la suivante : terres arables (93,6 %), zones urbanisées (6,4 %). L'évolution de l’occupation des sols de la commune et de ses infrastructures peut être observée sur les différentes représentations cartographiques du territoire : la carte de Cassini (XVIIIe siècle), la carte d'état-major (1820-1866) et les cartes ou photos aériennes de l'IGN pour la période actuelle (1950 à aujourd'hui).

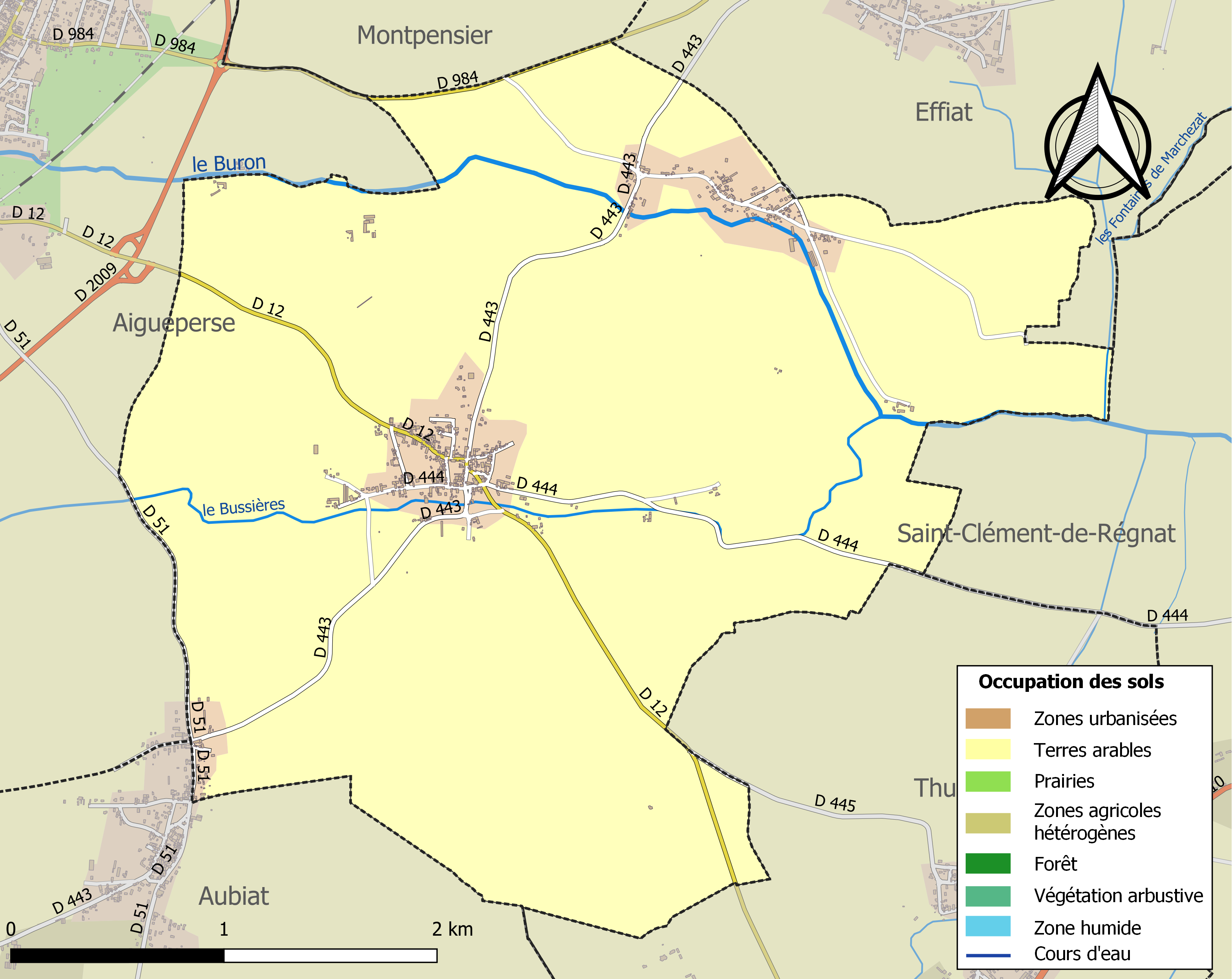
Carte des infrastructures et de l'occupation des sols de la commune en 2018 (CLC).

### Logement
En 2013, la commune comptait 196 logements, contre 172 en 2008. Parmi ces logements, 82,1 % étaient des résidences principales, 5,3 % des résidences secondaires et 12,6 % des logements vacants. Ces logements étaient pour 93,7 % d'entre eux des maisons individuelles et pour 2,6 % des appartements.
La proportion des résidences principales, propriétés de leurs occupants était de 82,2 %, en baisse par rapport à 2008 (85,8 %). Il n'existait aucun logement HLM loué vide.

## Politique et administration

### Découpage territorial
La commune de Bussières-et-Pruns est membre de la communauté de communes Plaine Limagne, un établissement public de coopération intercommunale (EPCI) à fiscalité propre créé le 1er janvier 2017 dont le siège est à Aigueperse. Ce dernier est par ailleurs membre d'autres groupements intercommunaux. Jusqu'au 31 décembre 2016, elle faisait partie de la communauté de communes Nord Limagne.
Sur le plan administratif, elle est rattachée à l'arrondissement de Riom, à la circonscription administrative de l'État du Puy-de-Dôme et à la région Auvergne-Rhône-Alpes.
Sur le plan électoral, elle dépend du canton d'Aigueperse pour l'élection des conseillers départementaux, depuis le redécoupage cantonal de 2014 entré en vigueur en 2015, et de la deuxième circonscription du Puy-de-Dôme pour les élections législatives, depuis le dernier découpage électoral de 2010 (sixième circonscription avant 2010).

### Élections municipales et communautaires

#### Élections de 2020
Le conseil municipal de Bussières-et-Pruns, commune de moins de 1 000 habitants, est élu au scrutin majoritaire plurinominal à deux tours avec candidatures isolées ou groupées et possibilité de panachage. Compte tenu de la population communale, le nombre de sièges à pourvoir lors des élections municipales de 2020 est de 11. La totalité des candidats en lice est élue dès le premier tour, le 15 mars 2020, avec un taux de participation de 63,70 %.

#### Chronologie des maires
| Période                                  | Période                       | Identité            | Étiquette | Qualité       |
| ---------------------------------------- | ----------------------------- | ------------------- | --------- | ------------- |
| Les données manquantes sont à compléter. |                               |                     |           |               |
| avant 1981                               | ?                             | Marc Janot          |           |               |
| mars 2001                                | mai 2020                      | Mme Josette Breysse | DVD       | Retraitée     |
| mai 2020                                 | En cours (au 15 octobre 2021) | Loïc Chatard        |           | Aide-soignant |

## Population et société

### Démographie
Les habitants de la commune sont appelés les Bussiérois et Prunois et les Bussiéroises et Prunoises,.

#### Évolution démographique
L'évolution du nombre d'habitants est connue à travers les recensements de la population effectués dans la commune depuis 1793. Pour les communes de moins de 10 000 habitants, une enquête de recensement portant sur toute la population est réalisée tous les cinq ans, les populations de référence des années intermédiaires étant quant à elles estimées par interpolation ou extrapolation. Pour la commune, le premier recensement exhaustif entrant dans le cadre du nouveau dispositif a été réalisé en 2006.

En 2022, la commune comptait 504 habitants, en évolution de +15,07 % par rapport à 2016 (Puy-de-Dôme : +2,1 %, France hors Mayotte : +2,11 %).
| 1793 | 1800 | 1806 | 1821 | 1831 | 1836 | 1841 | 1846 | 1851 |
| ---- | ---- | ---- | ---- | ---- | ---- | ---- | ---- | ---- |
| 761  | 783  | 798  | 837  | 961  | 893  | 875  | 927  | 966  |

| 1856 | 1861 | 1866 | 1872 | 1876 | 1881 | 1886 | 1891 | 1896 |
| ---- | ---- | ---- | ---- | ---- | ---- | ---- | ---- | ---- |
| 946  | 893  | 868  | 790  | 787  | 749  | 745  | 741  | 736  |

| 1901 | 1906 | 1911 | 1921 | 1926 | 1931 | 1936 | 1946 | 1954 |
| ---- | ---- | ---- | ---- | ---- | ---- | ---- | ---- | ---- |
| 732  | 693  | 663  | 541  | 566  | 530  | 477  | 402  | 424  |

| 1962 | 1968 | 1975 | 1982 | 1990 | 1999 | 2006 | 2011 | 2016 |
| ---- | ---- | ---- | ---- | ---- | ---- | ---- | ---- | ---- |
| 396  | 382  | 320  | 333  | 347  | 306  | 393  | 422  | 438  |

| 2021 | 2022 | - | - | - | - | - | - | - |
| ---- | ---- | - | - | - | - | - | - | - |
| 492  | 504  | - | - | - | - | - | - | - |

#### Pyramide des âges
En 2018, le taux de personnes d'un âge inférieur à 30 ans s'élève à 37,3 %, soit au-dessus de la moyenne départementale (34,2 %). À l'inverse, le taux de personnes d'âge supérieur à 60 ans est de 18,0 % la même année, alors qu'il est de 27,9 % au niveau départemental.
En 2018, la commune comptait 230 hommes pour 227 femmes, soit un taux de 50,33 % d'hommes, légèrement supérieur au taux départemental (48,41 %).
Les pyramides des âges de la commune et du département s'établissent comme suit.
| Hommes | Classe d’âge | Femmes |
| ------ | ------------ | ------ |
| 0,4    | 90 ou +      | 0,9    |
| 2,2    | 75-89 ans    | 6,6    |
| 12,9   | 60-74 ans    | 12,9   |
| 14,8   | 45-59 ans    | 14,0   |
| 31,5   | 30-44 ans    | 29,2   |
| 10,9   | 15-29 ans    | 12,5   |
| 27,3   | 0-14 ans     | 23,8   |

| Hommes | Classe d’âge | Femmes |
| ------ | ------------ | ------ |
| 0,7    | 90 ou +      | 2,1    |
| 7,4    | 75-89 ans    | 10,2   |
| 17,7   | 60-74 ans    | 18,6   |
| 20,2   | 45-59 ans    | 19,2   |
| 18,4   | 30-44 ans    | 17,4   |
| 18,6   | 15-29 ans    | 17,2   |
| 17     | 0-14 ans     | 15,3   |

### Enseignement
Bussières-et-Pruns dépend de l'académie de Clermont-Ferrand. Il n'existe aucune école.
Les élèves poursuivent leur scolarité au collège Diderot d'Aigueperse puis dans les lycées de Riom (Virlogeux ou Pierre-Joël-Bonté).

## Économie

### Emploi
En 2013, la population âgée de quinze à soixante-quatre ans s'élevait à 279 personnes, parmi lesquelles on comptait 70,4 % d'actifs dont 65,3 % ayant un emploi et 5,1 % de chômeurs.
On comptait 50 emplois dans la zone d'emploi. Le nombre d'actifs ayant un emploi résidant dans la zone étant de 182, l'indicateur de concentration d'emploi est de 27,2 %, ce qui signifie que la commune offre moins d'un emploi par habitant actif.
148 des 182 personnes âgées de quinze ans ou plus (soit 80,9 %) sont des salariés. 16,3 % des actifs travaillent dans la commune de résidence.

### Entreprises
Au 1er janvier 2014, Bussières-et-Pruns comptait 21 entreprises : dix dans la construction et onze dans le commerce, les transports et les services divers.
En outre, elle comptait 25 établissements : trois dans l'industrie, dix dans la construction et douze dans le commerce, les transports et les services divers.

### Agriculture
Au recensement agricole de 2010, la commune comptait dix-neuf exploitations agricoles. Ce nombre est en nette diminution par rapport à 2000 (23) et à 1988 (44).
La superficie agricole utilisée sur ces exploitations était de 1 160 hectares en 2010, dont 1 087 ha sont allouées aux terres labourables et 73 ha sont toujours en herbe.

### Commerce et services
La base permanente des équipements de 2015 ne recense aucun commerce

### Tourisme
Au 1er janvier 2016, la commune ne comptait aucun hôtel, camping ou autre hébergement collectif.

## Culture locale et patrimoine

### Lieux et monuments
Bussières-et-Pruns ne compte aucun édifice ou objet inscrit ou classé aux monuments historiques ou à l'inventaire général du patrimoine culturel.

### Héraldique
| Blason de Bussières-et-Pruns | Blason  | D'argent à la barre de gueules chargée de trois palmes d'or et accompagnée, en chef d'une branche de buis de trois pièces de sinople, et en pointe d'un prunier au naturel fruité de pourpre. |
| Blason de Bussières-et-Pruns | Détails | Le statut officiel du blason reste à déterminer. |
| Blason de Bussières-et-Pruns | Alias   | D'or au gonfanon de gueules frangé de sinople, ledit gonfanon chargé en pointe d'une fasce d'argent surchargée de l'inscription « BUSSIERES ET PRUNS » en lettres capitales de sable, sommée à dextre d'une église d'argent essorée d'azur, à senestre d'une mairie d‘argent essorée de gueules, accompagnées de trois arbres au naturel deux en flancs et un au milieu, l'ensemble brochant sur une représentation du Puy de Dôme de sinople. |